# Аббатство Мортемер
Аббатство Мортемер (фр. Abbaye de Mortemer) — бывший католический монастырь во французском департаменте Эр (Нормандия). Аббатство основано в 1134 году королём Англии и герцогом Нормандии Генрихом I, принадлежало ордену цистерцианцев, закрыто в 1791 году во время великой французской революции. Руины церкви и сохранившиеся здания включены в список исторических памятников Франции. Аббатство расположено примерно в 30 км к юго-востоку от Руана, между городами Лион-ла-Форе и Лизор. В настоящее время — музей и культурный центр.

## История
Аббатство Мортемер основал в 1134 году король Англии и герцог Нормандии Генрих Боклерк. Первоначально аббатство представляло собой общину бенедиктинских монахов, но в 1137 году монахи перешли под подчинение Клерво, одного из главных монастырей быстро росшего тогда ордена цистерцианцев. Таким образом, Мортемер стал первым монастырём цистерцианцев в Нормандии, принадлежавшей в описываемую эпоху Нормандской династии, которая также владела английской короной.
Название монастырь получил от латинского «Mortum-mare», по-французски «Mer-morte», мёртвое море — так в старину именовалась данная местность из-за обширных болот.
Ранняя история монастыря хорошо известна благодаря хронике конца XII века, в которой рассказывается о жизни аббатов до 1205 года, а также содержится информация об обстоятельствах основания аббатства и о строительстве монастыря. Первые два аббата Адам (1138—1154) и Этьен (1154—1163) были назначены монастырём Клерво. Именно при них были построены основной объём зданий монастыря и большая часть церкви. Мортемер быстро стал значимым монастырём в иерархии ордена; уже при первом аббате, Адаме, были основаны первые дочерние аббатства: Валь-Рише (1146) и Валас (1150). Монастырская церковь была завершена между 1180 и 1200 годами.

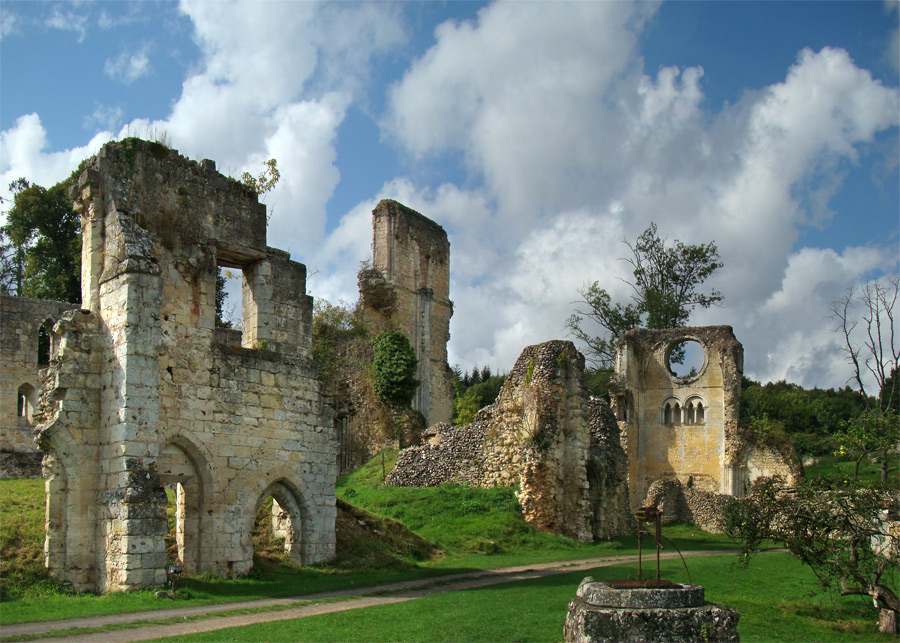
Руины церкви

После смерти в 1135 году Генриха I монастырю покровительствовали и выделяли на него значительные средства и последующие герцоги Нормандии: Стефан Блуаский и Жоффруа Плантагенет. Особенно большую роль в развитии и процветании аббатства сыграли Матильда Английская, жена Жоффруа, и её сын Генрих II Плантагенет: на их средства была построена основная часть монастырских строений, включая большую часть церкви и клуатр
В средние века аббатство процветало, ему принадлежали обширные земли, дома в Париже, Руане, Бове и ближе в регионе. Богатство было связано как с поддержкой со стороны королей и епископов, так и с умелой хозяйственной деятельностью аббатства. Помимо обработки земли важную роль в экономике монастыря играло рыбоводство, рыбу разводили в большом пруду рядом с монастырскими постройками. В XV веке количество монахов в Мортемере составляло от 150 до 200 человек.
Процветание монастыря продолжалось до XVII века, когда аббаты, назначаемые Клерво, были заменены коммендаторами, которые проживали за пределами аббатства и использовали монастырь и должность аббата в качестве средства обогащения. В результате быстрого упадка незадолго до начала Великой французской революции в монастыре оставалось лишь пять монахов, а во время революции — только четыре. Эти последние четыре насельника аббатства были расстреляны революционерами прямо в своих кельях.

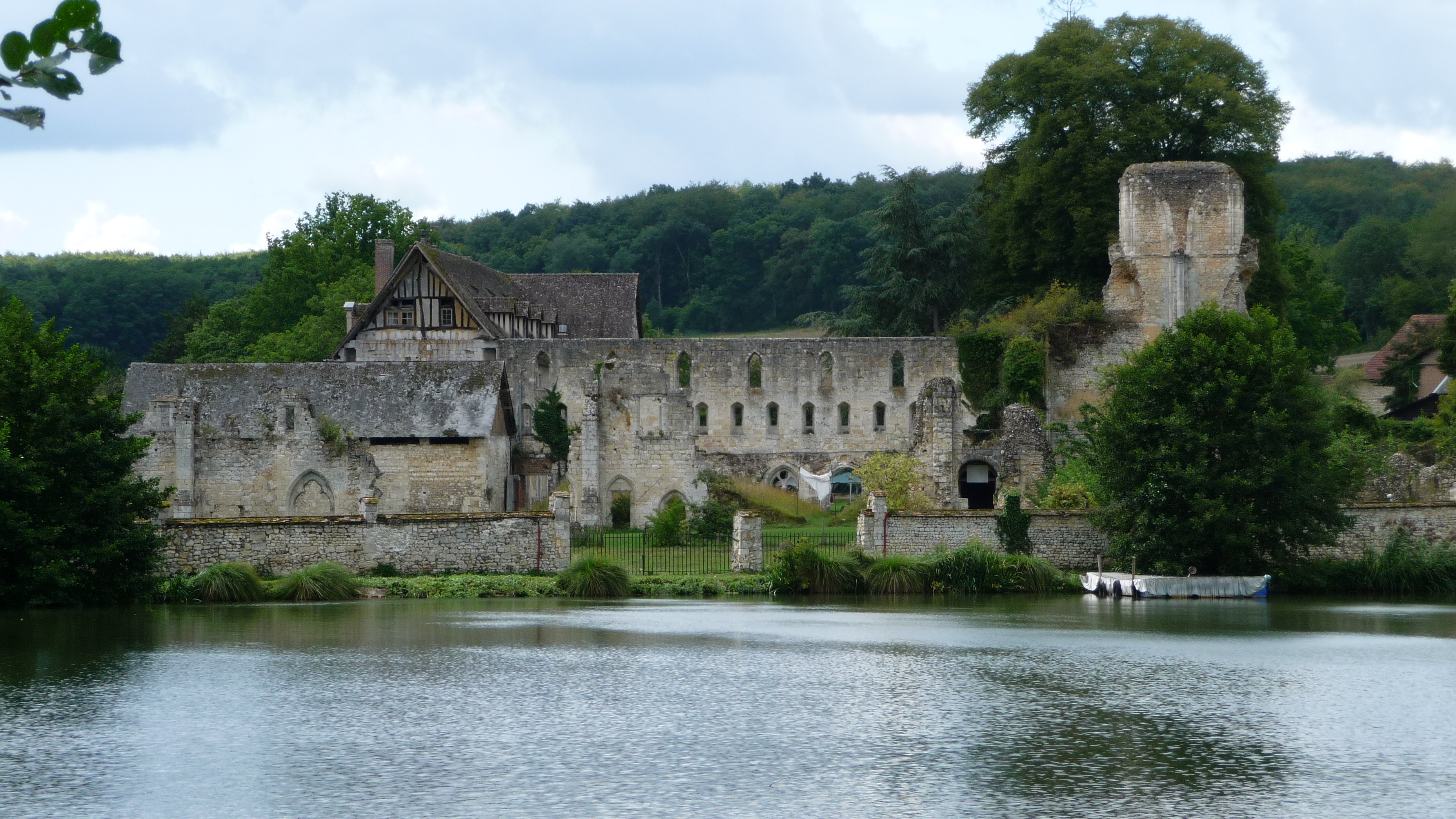
Вид на монастырь от пруда

После революции монастырь был заброшен, его здания использовались окрестными жителями в качестве каменоломни, что привело к тому, что к XX веку от церкви остались лишь фрагментарные руины. Руины аббатства многократно перепродавались от одного владельца к другому, несмотря на то, что в 1966 году Мортемер был включён в список исторических памятников Франции.

## Современное состояние
В 1985 году аббатство было выкуплено «Ассоциацией аббатства Мортемер», основанной местной энтузиасткой Жаклин Шарпантье-Каффан. После этого оно было преобразовано в музей и культурно-исторический центр. Ежегодно аббатство посещают 20-25 тысяч человек. Платное посещение аббатства возможно как индивидуально, так и в составе туристических групп. Дополнительно организаторы предлагают гостям возможность рыбалки из того самого монастырского пруда, где разводили рыбу монахи.

## Здания

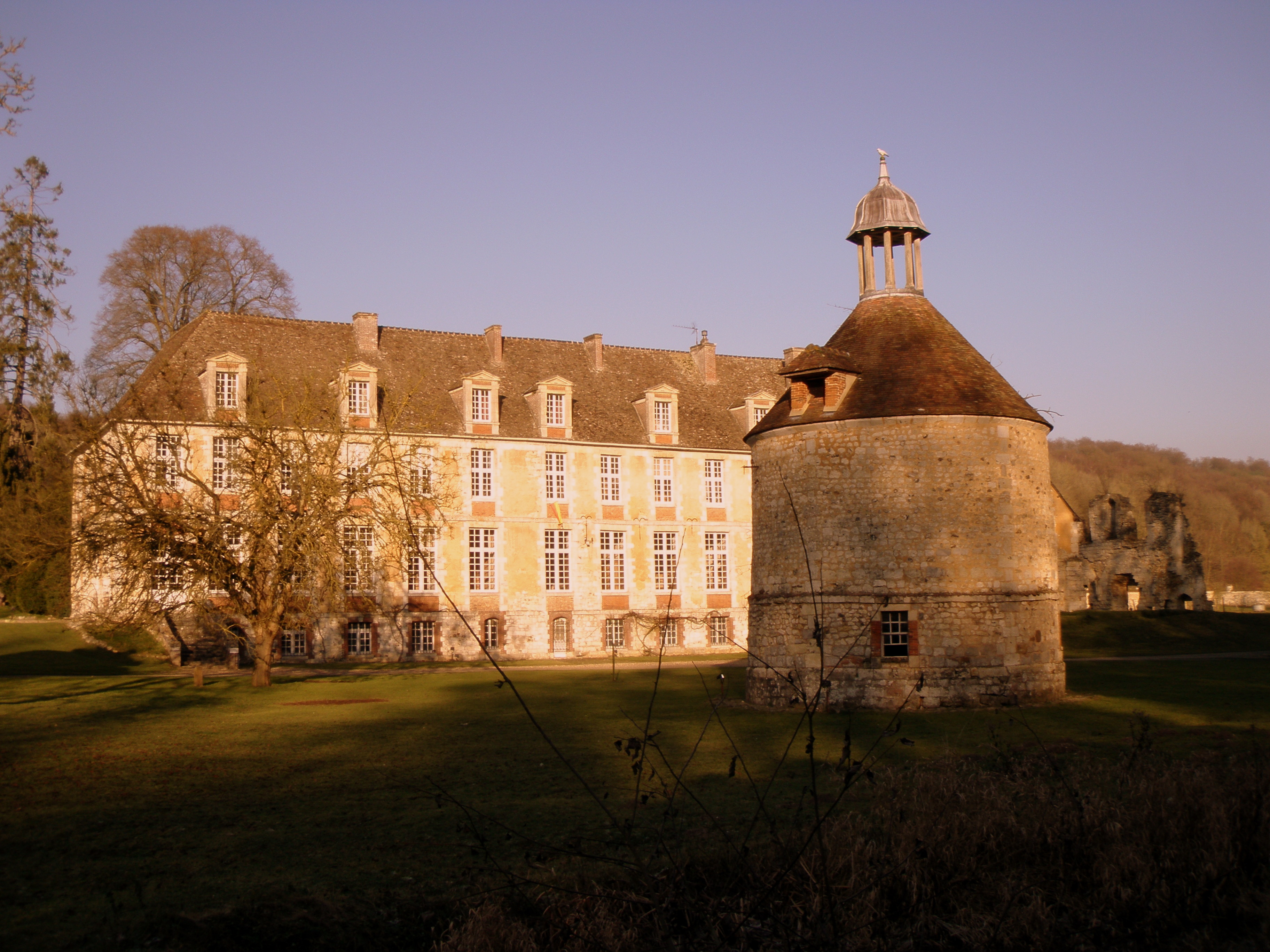
Голубятня и жилое здание

- Монастырская церковь имела размеры 75 на 45 м[3]. Находится в полностью руинированном состоянии, сохранились лишь фрагменты стен.
- От клуатра монастыря сохранилась только северная галерея. С востока к клуатру примыкал дормиторий монахов, с юга — трапезная. От дормитория и располагавшегося рядом дома аббата также остались лишь фрагменты.
- К числу наиболее хорошо сохранившихся зданий относятся большое жилое здание XVII века (бывшая трапезная), которое сейчас служит основным зданием музея и используется под выставки и мероприятия, голубятня XIII века, перестроенная в XVII веке, и каменные ворота[3].

## Легенды
Аббатство Мортемер окружено большим количеством легенд. Наиболее известная из них — это история о призраке королевы Матильды, которая является в виде Белой Дамы. Несмотря на то, что королева похоронена в Руане, легенды рассказывают, что после смерти она вернулась в монастырь в виде призрака и является посетителям в облике женщины, одетой в белое. Также существуют легенды о призраках четырёх монахов, расстрелянных здесь революционерами, и о призраке женщины-волка